# Уть (станція)
Уть (біл. Уць) — станція Гомельського відділення Білоруської залізниці в Гомельському районі Гомельської області. Розташована за 1,8 км на північний захід від села Климівка; на лінії Ліски — Кравцовка, між зупинним пунктом Дачний і зупинним пунктом Каравишень.